# Beerfelder Pferde-, Fohlen- und Zuchtviehmarkt

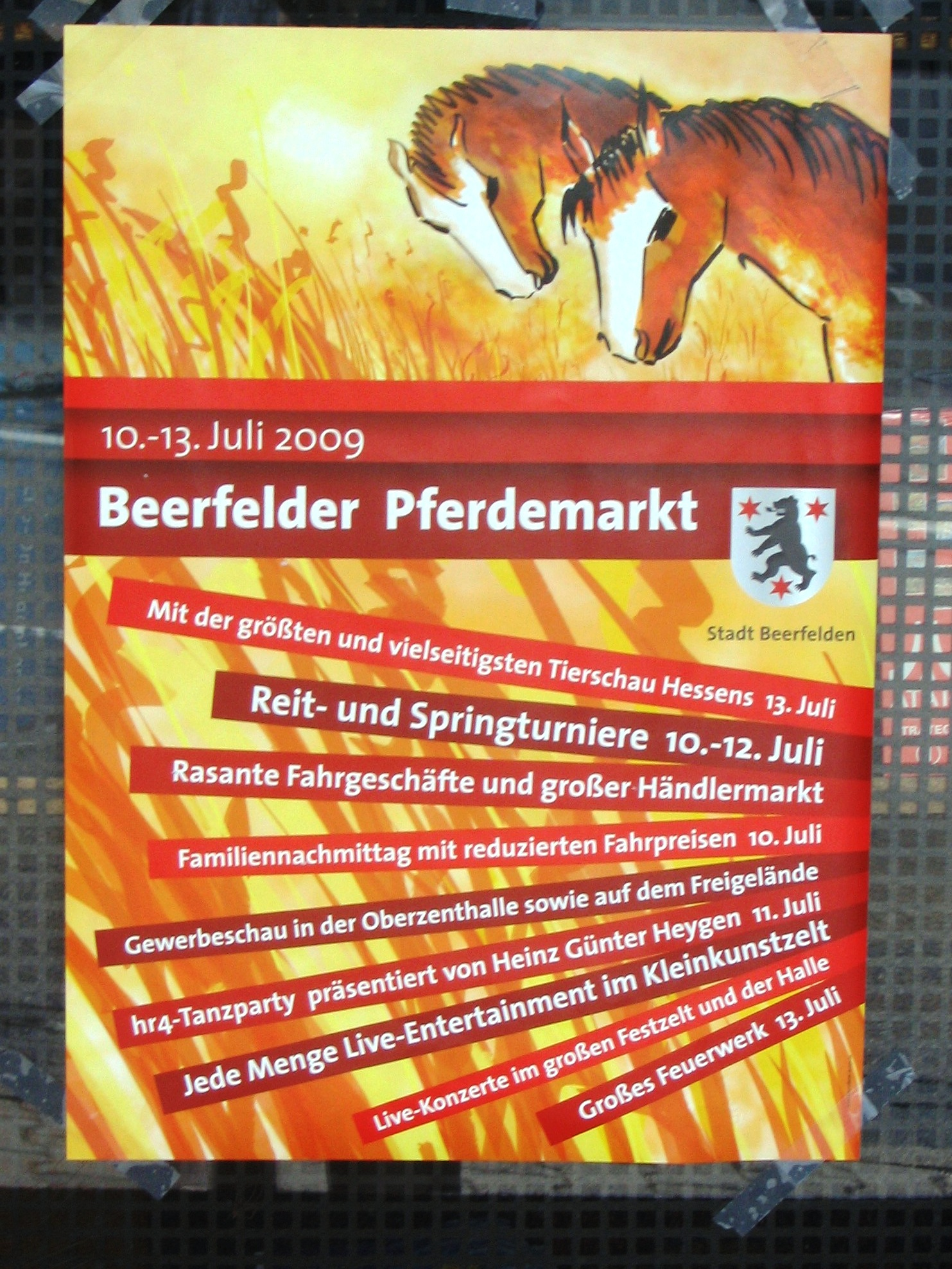
Hinweisplakat auf den Beerfelder Pferdemarkt 2009

Der Beerfelder Pferde-, Fohlen- und Zuchtviehmarkt ist ein Volksfest im hessischen Beerfelden, das seit dem Jahr 1901 jeweils am Wochenende des zweiten Sonntags im Juli stattfindet. Neben dem Erbacher Wiesenmarkt ist es das bedeutendste Volksfest des Odenwaldes. Die Zuchtviehschau am Montag ist die größte Tierschau Hessens mit einem Viehauftrieb von über 400 Nutztieren, insbesondere Rindern verschiedener Rassen, Pferden, Schafen Ziegen, Alpakas und Geflügel. Die Bewertungen der Tiere sind nach wie vor ein wichtiger Gradmesser für die Zuchterfolge der einzelnen Züchter. In früheren Zeiten fand bei diesem Anlass auch ein Viehmarkt statt. Heute werden nur noch Viehschauen veranstaltet, die als das „Schaufenster“ der südhessischen Landwirtschaft gelten.
Das Marktrecht geht auf das 1328 verbriefte Stadtrecht zurück, in Beerfelden Markt zu halten. Genau belegen kann man die Märkte der damaligen Zeit aber nicht, der Wohlstand zu Beginn des Dreißigjährigen Krieges, insbesondere der Bauern und Handwerker Beerfeldens, lässt darauf schließen, dass hierzu die Absatz- und Handelsmöglichkeiten auf den Märkten im erheblichen Maße beigetragen haben. Um Seuchen vorzubeugen, wurde die „Viehmarktordnung vom 21. März 1788“ erlassen. 1802 wurde vom Grafen Christian Karl die „Hochgräfliche Erbach-Fürstenauische Marktordnung für Beerfelden / Amt Freienstein“ erlassen, in der Standgeld, Kaufpreis, Geldsorten und anderes festgelegt wurden, um Streitigkeiten zu vermeiden, die beim Viehhandel immer wieder entstanden.

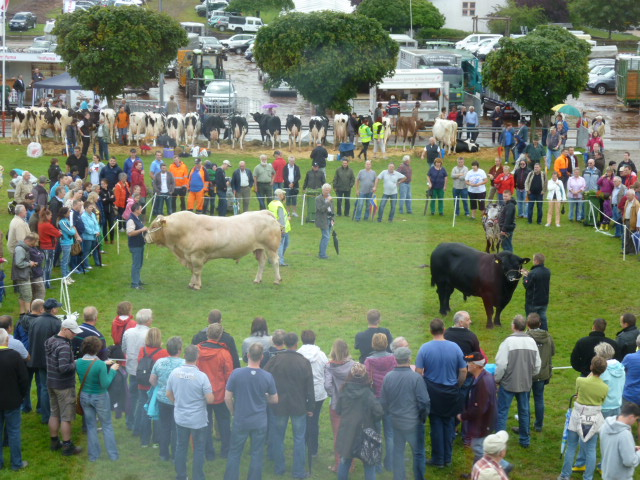
Traditioneller Viehschaumarkt am Fest-Montag.

In einer Versammlung am 10. November 1900 wurde die Neugestaltung des Marktes beschlossen, die in einem größeren Rahmen und mit festlicherem Gepräge durchgeführt werden sollte. Der erste Markt dieser neuen Art fand am 29. Juli 1901 statt, aufgetrieben waren 230 Pferde und Fohlen, 200 Stück Rindvieh und 35 Schweine. Früher fand der Markt im Innenstadtbereich, mit den Fahrgeschäften an der Martinskirche und dem Viehmarkt am Gasthaus „Zum Schützenhof“ statt. 1958 wurde der Markt letztmals im Stadtzentrum abgehalten und aus verkehrsbedingten Gründen ab 1959 in das Markt- und Sportzentrum „Stried“ verlegt, wo er auch heute noch abgehalten wird. Der Markt fiel nur dreimal in seiner Geschichte aus (1920, 2020, 2021), bedingt durch Maul-und-Klauen-Seuche bzw. Corona-Pandemie. Selbst in den Jahren der Weltkriege fand er jeweils statt.
Ein großer Vergnügungspark sowie Dressur- und Springreitturniere bis zur Klasse S bilden den weiteren Rahmen des traditionellen Volksfestes. An den überregional bekannten Turnieren nehmen Profireiterinnen und -reiter aus dem In- und Ausland teil. Bis zum Jahre 1958 wurden zudem Flachrennen veranstaltet sowie bis 1963 Wagenrennen.